# Reprezentacja Holandii w piłce siatkowej mężczyzn
Reprezentacja Holandii w piłce siatkowej mężczyzn — najważniejszy zespół siatkarski w kraju, powoływany przez selekcjonera, w którym występować mogą wszyscy zawodnicy posiadający obywatelstwo holenderskie. Reprezentuje Holandię na arenie międzynarodowej we wszystkich rozgrywkach organizowanych pod egidą FIVB i CEV (tj. Igrzyskach Olimpijskich, Mistrzostwach Świata, Mistrzostwach Europy, Pucharze Świata, Pucharze Wielkich Mistrzów, Lidze Światowej oraz eliminacjach do tych imprez). Za jej funkcjonowanie odpowiedzialny jest Nederlandse Volleybal Bond (NeVoBo).

## Trenerzy
| Lata      | Imię i nazwisko |
| --------- | --------------- |
| 1985-1992 | Arie Selinger   |
| 1993-1996 | Joop Alberda    |
| 1997-2000 | Toon Gerbrands  |
| 2001-2004 | Bert Goedkoop   |
| 2005-2006 | Harry Brokking  |
| 2006-2010 | Peter Blangé    |
| 2011-2013 | Edwin Benne     |
| 2014-2018 | Gido Vermeulen  |
| 2019-2024 | Roberto Piazza  |
| 2025-     | Joel Banks      |

## Szeroki skład reprezentacji Holandii naLigę Narodów 2025[2]
| 19 | Freek de Weijer     | 30.10.1995 | 190 cm | rozgrywający |
| 20 | Yannick Bak         | 30.11.2001 | 198 cm | przyjmujący  |
| 21 | Jelle Bosma         | 08.03.2003 | 206 cm | środkowy     |
| 22 | Twan Wiltenburg     | 20.01.1997 | 205 cm | środkowy     |
| 23 | Markus Held         | 19.08.2000 | 187 cm | rozgrywający |
| 24 | Dion Verweij        | 26.08.1998 | 200 cm | środkowy     |
| 25 | Sjors Tijhuis       | 31.12.2000 | 198 cm | atakujący    |
| 26 | Kian Macnack        | 26.01.2003 | 204 cm | atakujący    |
| 27 | Luuk Hoge Bavel     | 14.12.2001 | 198 cm | przyjmujący  |
| 28 | Ramon Martinez-Gion | 12.09.1990 | 197 cm | przyjmujący  |
| 29 | Lukas de Groot      | 01.12.2004 | 190 cm | przyjmujący  |
| 30 | Niels Lipke         | 20.12.2002 | 180 cm | libero       |
| 31 | Beau Wortelboer     | 06.10.2003 | 200 cm | środkowy     |
| 32 | Youri Ebbelaar      | 21.10.2003 | 198 cm | przyjmujący  |
| 33 | Ferdinand Van Dijk  | 17.07.2001 | 190 cm | libero       |
| 34 | Lucas Abraham       | 17.05.1999 | 192 cm | przyjmujący  |

| Nr | Imię i nazwisko   | Data urodzenia | Wzrost | Pozycja                  |
| -- | ----------------- | -------------- | ------ | ------------------------ |
| 1  | Siebe Korenblek   | 22.03.2002     | 214 cm | środkowy                 |
| 2  | Wessel Keemink    | 29.05.1993     | 200 cm | rozgrywający             |
| 3  | Michiel Ahyi      | 28.07.1998     | 200 cm | atakujący                |
| 5  | Luuc van der Ent  | 27.07.1997     | 208 cm | środkowy                 |
| 6  | Silvester Meijs   | 13.03.2002     | 202 cm | rozgrywający / atakujący |
| 7  | Gijs Jorna        | 30.05.1989     | 197 cm | przyjmujący              |
| 8  | Fabian Plak       | 23.07.1997     | 197 cm | środkowy                 |
| 9  | Joris Berkhout    | 02.10.1999     | 196 cm | rozgrywający             |
| 10 | Tom Koops         | 10.12.2000     | 185 cm | przyjmujący              |
| 11 | Jeffrey Klok      | 29.10.1998     | 189 cm | libero                   |
| 12 | Bennie Tuinstra   | 13.09.2000     | 195 cm | przyjmujący              |
| 14 | Nimir Abdel-Aziz  | 05.02.1992     | 201 cm | atakujący                |
| 17 | Michaël Parkinson | 23.11.1993     | 203 cm | środkowy                 |
| 18 | Jasper Wijkstra   | 29.04.2002     | 203 cm | przyjmujący              |

## Osiągnięcia
Igrzyska Olimpijskie:
- 1964 – 8. miejsce
- 1988 – 5. miejsce
- 1992 –  2. miejsce
- 1996 –  1. miejsce
- 2000 – 5. miejsce
- 2004 – 9. miejsce

Mistrzostwa Świata:
- 1949 – 10. miejsce
- 1956 – 13. miejsce
- 1962 – 12. miejsce
- 1966 – 12. miejsce
- 1970 – 14. miejsce
- 1974 – 12. miejsce
- 1978 – 16. miejsce
- 1990 – 7. miejsce
- 1994 –  2. miejsce
- 1998 – 6. miejsce
- 2002 – 10. miejsce
- 2018 – 8. miejsce
- 2022 – 10. miejsce
- 2025 –

Mistrzostwa Europy:
- 1948 – 6. miejsce
- 1951 – 9. miejsce
- 1958 – 13. miejsce
- 1963 – 12. miejsce
- 1967 – 15. miejsce
- 1971 – 9. miejsce
- 1975 – 9. miejsce
- 1977 – 12. miejsce
- 1983 – 10. miejsce
- 1985 – 10. miejsce
- 1987 – 5. miejsce
- 1989 –  3. miejsce
- 1991 –  3. miejsce
- 1993 –  2. miejsce
- 1995 –  2. miejsce
- 1997 –  1. miejsce
- 1999 – 5. miejsce
- 2001 – 8. miejsce
- 2003 – 6. miejsce
- 2005 – 11. miejsce
- 2007 – 7. miejsce
- 2009 – 7. miejsce
- 2013 – 10. miejsce
- 2015 – 9. miejsce
- 2017 – 14. miejsce
- 2019 – 10. miejsce
- 2021 – 5. miejsce
- 2023 – 5. miejsce

Liga Światowa:
- 1990 –  2. miejsce
- 1991 – 4. miejsce
- 1992 – 4. miejsce
- 1993 – 5. miejsce
- 1994 – 5. miejsce
- 1995 – 12. miejsce
- 1996 –  1. miejsce
- 1997 – 4. miejsce
- 1998 –  3. miejsce
- 1999 – 10. miejsce
- 2000 – 5. miejsce
- 2001 – 7. miejsce
- 2002 – 7. miejsce
- 2003 – 10. miejsce
- 2009 – 12. miejsce
- 2010 – 11. miejsce
- 2013 – 14. miejsce
- 2014 – 12. miejsce
- 2015 – 13. miejsce
- 2016 – 15. miejsce
- 2017 – 16. miejsce

Liga Narodów:
- 2021 – 14. miejsce
- 2022 – 8. miejsce
- 2023 – 10. miejsce
- 2024 – 13. miejsce

Puchar Świata:
- 1965 – 10. miejsce
- 1995 –  2. miejsce

Puchar Wielkich Mistrzów:
- 1997 –  2. miejsce

Liga Europejska:
- 2004 –  3. miejsce
- 2006 –  1. miejsce
- 2007 – 7. miejsce
- 2008 –  2. miejsce
- 2011 – 5. miejsce
- 2012 –  1. miejsce
- 2018 – 5. miejsce
- 2019 –  3. miejsce